# Grimmiales
Grimmiales es un orden de musgos perteneciente a la clase Bryopsida. Tiene las siguientes familias.

## Familias
- Drummondiaceae
- Grimmiaceae
- Ptychomitriaceae
- Scouleriaceae

## Nombres vernáculos
La especie Grimmia fontinaloides Hook. recibe en Venezuela el nombre de barba de palo.